# أنتوني هوروويتز
أنتوني هوروويتز (بالإنجليزية: Anthony Horowitz)‏ (5 أبريل 1955 في المملكة المتحدة)؛ كاتب، كاتب سيناريو، كاتب للأطفال وروائي بريطاني.

## روابط خارجية
- أنتوني هوروويتز على موقع IMDb (الإنجليزية)
- أنتوني هوروويتز على موقع ألو سيني (الفرنسية)
- أنتوني هوروويتز على موقع ميوزك برينز (الإنجليزية)
- أنتوني هوروويتز على موقع أول موفي (الإنجليزية)
- أنتوني هوروويتز على موقع قاعدة بيانات الأفلام السويدية (السويدية)
- أنتوني هوروويتز على موقع ديسكوغز (الإنجليزية)
- أنتوني هوروويتز على موقع قاعدة بيانات الفيلم (الإنجليزية)
- أنتوني هوروويتز على موقع كينوبويسك (الروسية)